# Nationaal Park Sierra Nevada de Santa Marta
Het Nationaal Park Sierra Nevada de Santa Marta (Spaans: Parque Nacional Natural Sierra Nevada de Santa Marta) is een nationaal park gelegen in de departementen Magdalena, La Guajira en Cesar in het noorden van Colombia. Het werd ingericht als nationaal park in juni 1964 en werd in 1979 toegevoegd aan de lijst van biosfeerreservaten van UNESCO's Mens- en Biosfeerprogramma (MAB). Het N.P. Sierra Nevada de Santa Marta ligt in het gelijknamige kustgebergte Sierra Nevada de Santa Marta en bereikt zeer grote hoogten. De pieken Pico Simón Bolívar en Pico Cristóbal Colón hebben beide een hoogte van 5.775 meter.

## Algemene informatie
Het N.P. Sierra Nevada de Santa Marta is zeer bergachtig en stijgt over een korte afstand tot grote hoogte vanaf de Caraïbische Zee. De afstand van de kust tot de hoogste bergtoppen (5.775 m) is 42 kilometer. Het gebied is echter geïsoleerd van het Andesgebergte. De sneeuwlijn in het gebergte bevindt zich op een hoogte van ongeveer 5.000 meter. Vanwege de grootte van het gebied, de variatie aan hoogten en de ligging op de evenaar is het gebied zeer divers qua klimaat en biodiversiteit. Het N.P. Sierra Nevada de Santa Marta kent twee regenseizoenen met de neerslagpieken in mei en september. Het bodemgesteente in het gebied bestaat uit dioriet en kwartsdioriet, afkomstig uit stollingsgesteente dat gedurende het Jura tot stand kwam.

## Flora en fauna
In het N.P. Sierra Nevada de Santa Marta zijn 189 zoogdieren, 631 vogels, 92 reptielen, 50 amfibieën en ca. 1.800 bedektzadigen vastgesteld. Tot de meest bijzondere vogelsoorten behoren de bedreigde en endemische Santa-Martaparkiet (Pyrrhura viridicata), blauwbaardhelmkolibrie (Oxypogon cyanolaemus) en blauwknobbelhokko (Crax alberti). Daarnaast leven er ook andere soorten met een beperkt verspreidingsgebied, zoals inter alia de Santa-Martasabelvleugel (Campylopterus phainopeplus), witstaartinkakolibrie (Coeligena phalerata), draadvleugelkolibrie (Lafresnaya lafresnayi liriope), geelkruinzanger (Myioborus flavivertex) en Santa-Martazanger (Basileuterus basilicus). De Andescondor (Vultur gryphus) leeft in de Sierra Nevada de Santa Marta in een disjunct deel van zijn verspreidingsgebied.
De meest iconische, maar ook de meest geheimzinnige zoogdieren in het gebied, zijn de jaguar (Panthera onca centralis) en ocelot (Leopardus pardalis). Beide soorten komen voor in de nevelwouden en tropische regenwouden op de lagere hellingen. Ook bijzondere soorten als de rode brulaap (Alouatta seniculus), laaglandtapir (Tapirus terrestris), witlippekari (Tayassu pecari), paca (Cuniculus paca) en Midden-Amerikaanse agoeti (Dasyprocta punctata) zijn onderdeel van het ecosysteem.

## Afbeeldingen

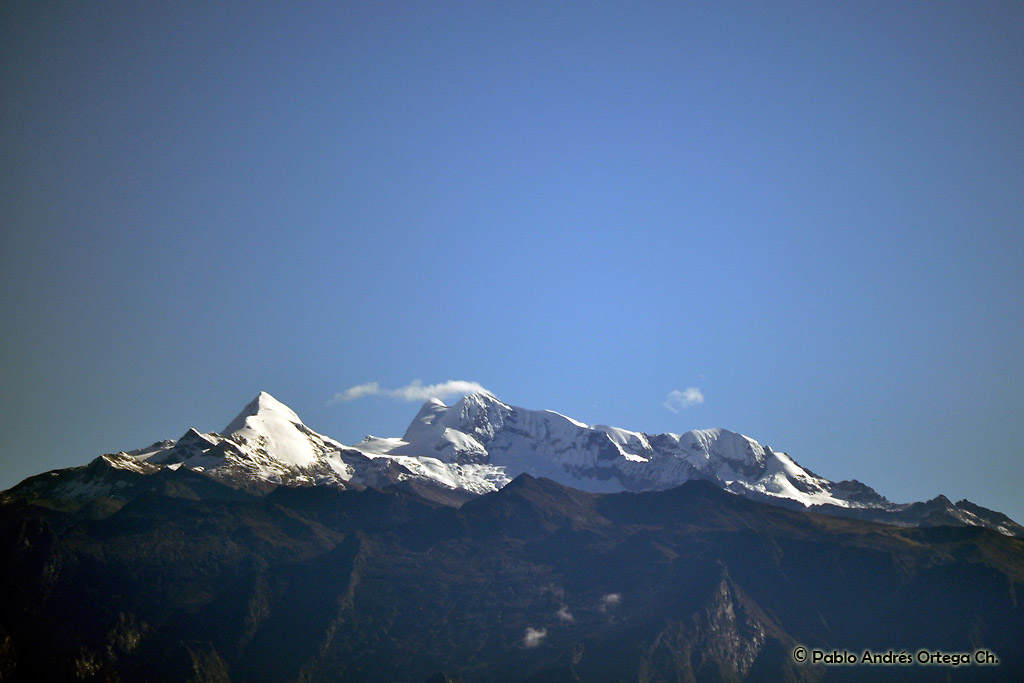
Het dak van de N.P. Sierra Nevada de Santa Marta is eeuwig besneeuwd.
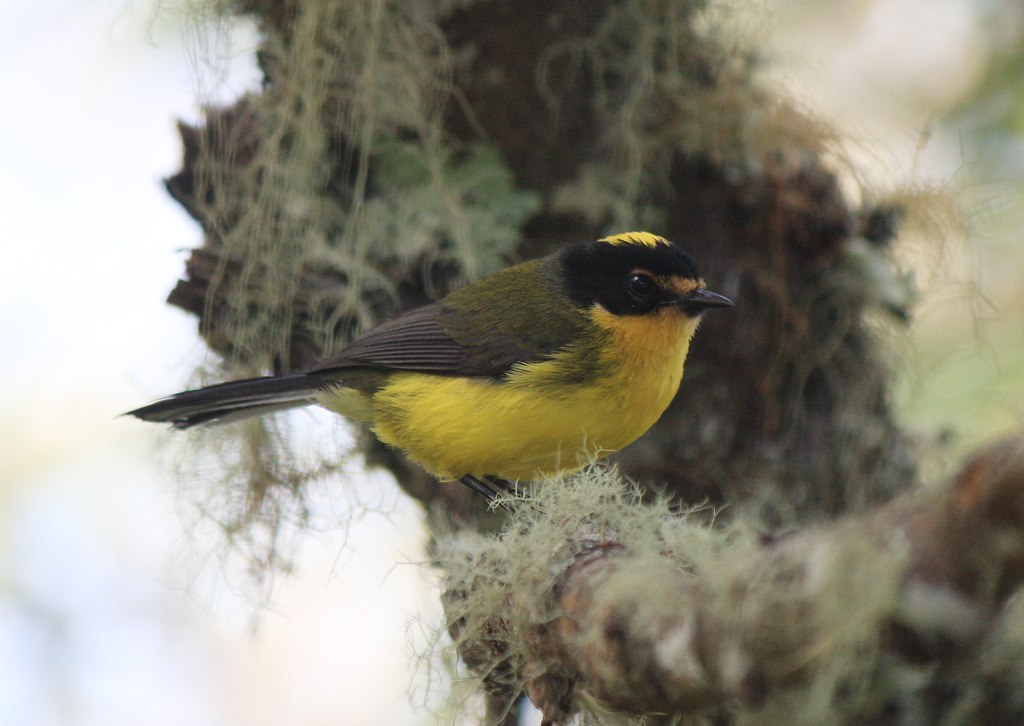
De endemische geelkruinzanger (Myioborus flavivertex).